# Мацелюх Олена Володимирівна
Оле́на Володи́мирівна Мацелю́х (нар. 21 листопада 1970, Золочів) — українська органістка, солістка Львівської національної філармонії, а також Львівського Будинку органної та камерної музики і Рівненської обласної філармонії, науковий працівник Львівського музею історії релігії, Інституту Філософії АНУ, викладач кафедри мистецьких дисциплін Кременецької обласної гуманітарно-педагогічної академії імені Тараса Шевченка, доктор (2021).

## Життєпис
Народилася в родині музикантів. Зацікавлення музикою проявила з 5-річного віку, що привело до музичної школи № 1 в Івано-Франківську. У 1990 році після завершення з відзнакою Івано-Франківського музичного училища імені Дениса Січинського по класу фортепіано поступила до Львівської державної консерваторії імені Миколи Лисенка. У результаті студій з 1990 по 1996 рік по класу фортепіано у професора М. Ю. Крих-Угляр отримала диплом магістра з відзнакою і в серпні 2000 року була прийнята до Львівської філармонії, де і зараз продовжує працювати на посаді солістки-органістки.
Як концертний органіст підготувала низку сольних органних програм: «Генії бароко», «Музика Й. С. Баха», «Опери Ріхарда Ваґнера», «Ліст-органіст», «Симфонічний орган Арістіда Каває-Коля», «Григоріанський хорал: П. Йон, Е. Елгар, А. Гільман», «Musica sacrum від С.Монюшка», «М.Дюпре Симфонія Страсті Христові», «О.Мессіан: „Образ природи і Бога“», «Мінімалізм у музиці: Філіп Гласс», «П.Васкс „Dona nobis pacem“ з Латвії», «Естонське „Tintinambuli“ Арво П'ярта», «Бахівські транскрипції концертів Антоніо Вівальді», Г. Ф. Генделя Концерт № 12 «Зозуля і Соловей», Концерт для органа, литаврі та струнних Ф. Пулєнка, Й. Райнбергера Концерт для органа g-moll (перше виконання в Україні) тощо. Сольні концерти О. Мацелюх користуються незмінним успіхом та широкою популярністю серед публіки. Протягом 10-ти років — перша виконавиця творів Львівського композитора Богдана Котюка, який створив понад 30 різножанрових творів для органа, в тому числі три симфонічні поеми та концерт.
З 2006 року співробітник Львівського музею історії релігії і дослідник-науковець в Інституті релігієзнавства. Сфера публічних виступів та наукових розвідок — світові досягнення львівської органної школи та української культури.
Поруч із працею у Національній філармонії та Музеї історії релігії у 2010 році вона була запрошена як солістка-органістка у Львівський будинок органної та камерної музики, а в 2017 році ще й до Рівненської обласної філармонії на аналогічну посаду.
Паралельно з концертною діяльністю органістки О. Мацелюх розширює сферу своїх творчих інтересів на оволодіння клавесином та поглиблює свої знання з педагогіки у Київському університеті ім. Б. Грінченка (2013—2016), який завершила захистом магістерської роботи на тему «Сакральне і світське як взаємодоповнювальні фактори розвитку органного мистецтва Львова у XIX—XX століттях» (науково-творчий керівник професор Н. Свириденко). Отримала звання магістра в галузі музичної педагогіки та виконавства на клавесині. За роки навчання О. Мацелюх спільно з відомою української клавесиністкою, професором Свириденко Н. С. підготувала низку програм з метою пропаганди клавесина та музики клавесиністів (напр. «Фітцвільямова вірджінальна книга», «Музика французького бароко», «Спінет і клавічембало» тощо).
Одразу після завершення навчання в Києві (2016) за рекомендацією чеського консуляту у Львові О. Мацелюх була прийнята в докторантуру Університету ім. Ф. Палацького в місті Оломоуц (Чехія). Її керівником-наставником був провідний чеський органіст зі світовим ім'ям, професор Петр Плани. Під його керівництвом вона працювала над докторською дисертацією «Сакральне і профанне в органній музиці композиторів Чехії та України на прикладах із творчості Петра Ебена та Богдана Котюка». Ця тема була висвітлена і зафіксована у двох десятках статей у фахових журналах Вищих атестаційних комісій України, США, Росії та Чехії. Дисертація була одноголосно схвалена атестаційною комісією з докторів і професорів чеських вишів 30 серпня 2021 року.
На початку 2021 року на завершення своїх студій в Університеті Палацького О.Мацелюх видала перше в Україні наукове дослідження Чеської органної музики — «Орган та сакральна культура Чехії» (монографія українською мовою).

## Концертна діяльність

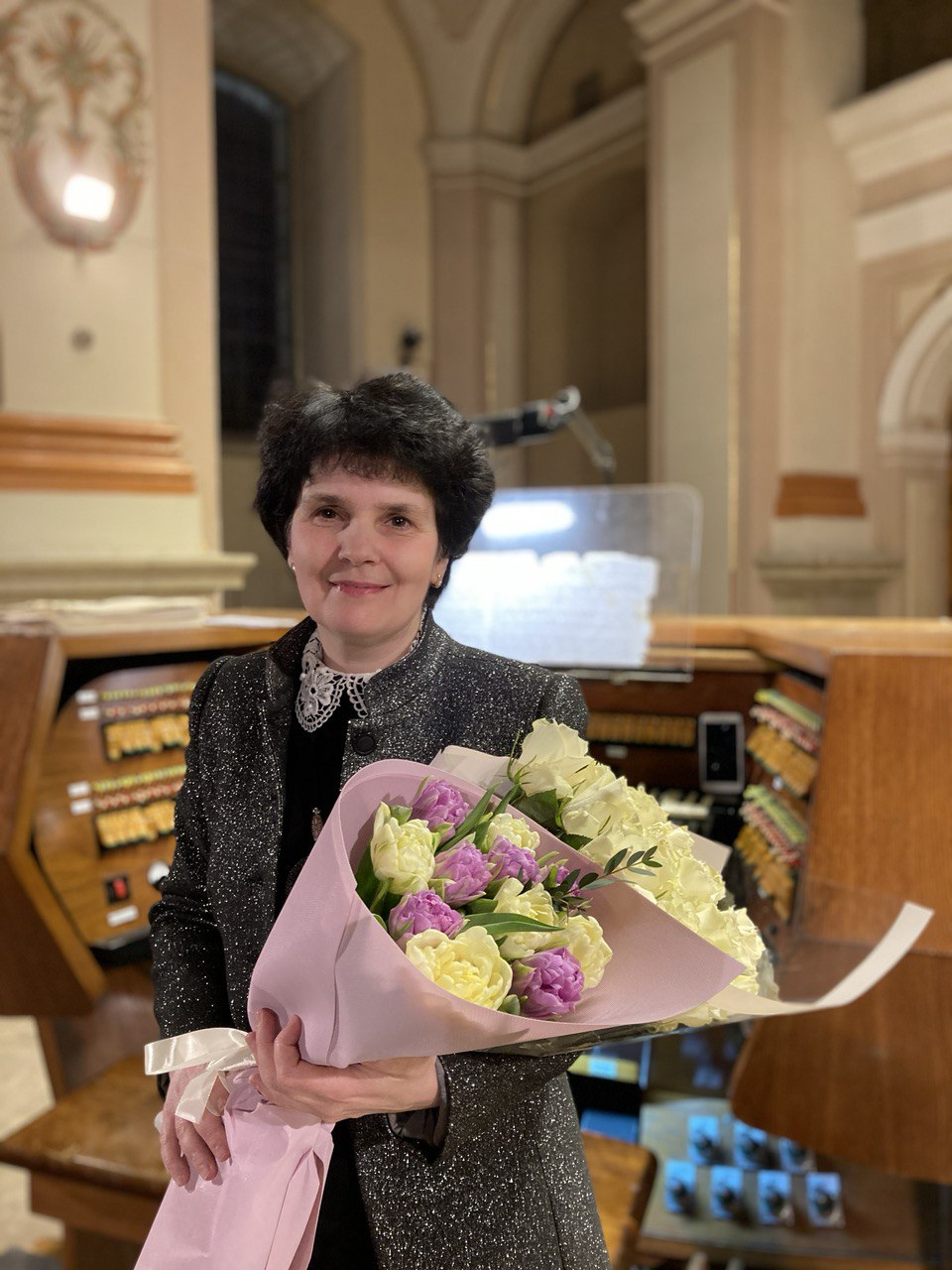
На концерті у Львівському будинку органної і камерної музики

Концертна діяльність О. Мацелюх є різнопланова. Її концертні гастролі практично відбуваються в кожному з міст України, де функціонують органи. Протягом останніх 10-ти років активно концертує у містах Швейцарії, Німеччині, Франції, Іспанії, Польщі, Чехії, Данії, Бельгії та США. Є постійним учасником органних фестивалів у Польщі.
Вагоме місце у творчій діяльності Олени Мацелюх займає постійна співпраця з Академічним камерним оркестром «Віртуози Львова» та його засновником нар. арт. України Сергієм Бурко. Сольні виступи О. Мацелюх як солістки-органістки та клавесиністки стали окрасою концертів як у Львівській філармонії, так і в час гастролей оркестру по різних країнах світу.
Багаторічний виконавський доробок органістки зафіксований на CD «Benedictus» («Благословен»), «Amazing Grace» («Неймовірна благодать»), на авторських CD композитора Богдана Котюка «Reflections», «Tet-a-Tet», «Mood and Spirits» & «Way to Heaven», а також у співпраці з відомим мультиінструменталістом Ігорем Мацелюхом CD «Syrinx».

## Продюсерська і менеджерська діяльність
Організаторські здібності О. Мацелюх поширилися практично на всю територію Західної України. У 2015 році стала директором-продюсером і засновницею у Львівській національній філармонії Першого Міжнародного фестивалю Літньої пори «Pizzicato e Cantabile», у 2018 році Першого Міжнародного фестивалю «Bach Contemporary».
З 2016 року — продюсер і співорганізатор: чотирьох Міжнародних Фестивалів органної музики у Рівному — «Musica viva Organum» («Жива музика органу») та «Festival Organ Cathedral» («Органний собор»); засновниця (2019) Міжнародного Фестивалю «Lucesk Organum» («Світло Луцького Органа»), «Pax et Bonum» («Мир і Добро») з 2023 року у Кременці, «Amazing Grace» («Неймовірна благодать») у Івано-Франківську; а також вже декілька років є співорганізатором Міжнародних органних фестивалів у Чернівцях.
У 2020 році створила два нових фестивалі в Музеї Історії релігії: в монастирі отців Домініканців, звідки розпочалася 700-літня історія органа на Україні: Dominicalis Gloria (серпень), Dona Nobis Pacem (грудень-січень).
У 2020 році Олена Мацелюх здобула дві Перші премії у двох різних номінаціях конкурсу «Gate of Hope» (Ізраїль). Серед інших її лауреатств — Міжнародний конкурс «Віртуоз» — 2020 (Київ), в Чехії «Іскра» (2020), а також володар Гран-прі конкурсу-фестивалю «Зірка Версалю» у Франції та 1 премія Orea-Fest — 2021 (Берлін).

## Публікації
- Олена Мацелюх. «Ян Сливінський і його фабрика органів у Львові» // Українська музика. Науковий часопис. — Льв. Нац. Муз. Академія. — Щоквартальник, число 2 (24). — Львів, 2017. — с.160. — С.59 — 67. — (16 бібл.)
- Olena Matselyukh. «The sacred and secular in religion, philosophy and organ art». «Сакральне і світське в релігії, філософії та в органному мистецтві» //Вісник Прикарпатського Університету. Випуск 36. Мистецтвознавство. — Івано-Франківськ, 2017. — с.111. — С.72 — 77. — (17 бібл.)
- Олена Мацелюх. «Ян Сливінський і його фабрика органів у Львові» // Історія релігій в Україні. — Інститут філософії НАН України. Львівський музей Історії релігії.– Науковий щорічник. Випуск 27. Частина 2. — 1. Культові пам'ятки. Львів, «Логос», 2017. — с.564. — С.76 — 87. — (16 бібл. і 3 іл.)
- Олена Мацелюх. «Органна культура Чеських земель»[1]
- Олена Мацелюх. «Фактори сакрального і профанного в органному мистецтві Львова ХІХ — ХХ ст.» // Історія релігій в Україні. — Інститут філософії НАН України. — Науковий щорічник. Випуск 28. Частина II. Сакральне мистецтво, 2018. — 2. Музика. — Львів, «Логос», 2018. — с.630. — С.216 — 230. — (20 бібл.)
- Олена Мацелюх. «Розвиток органобудування в Галичині ХІХ — ХХ ст.» // Історія релігій в Україні. — Інститут філософії НАН України. — Науковий щорічник. Випуск 29.– IX. Духовна музика. — Львів, «Логос», 2019. — с. 372. — С.352 — 363. — (15 бібл.)
- Olena Matselyukh. Fundamentals of organization and trends of academic professional music education in Ukraine // e-PEDAGOGIUM. Nezávislý vědecký časopis pro interdisciplinární výzkum v pedagogice článek. — Pedagogická faculta. Univerzita Palackého v Olomouci. II-2019. St. 32 — 43. https://e-pedagogium.upol.cz/artkey/epd-201902-0003_zaklady-organizace-a-trendy-akademicke-profesionalni-hudebni-vychovy-na-ukrajine.php [Архівовано 20 січня 2022 у Wayback Machine.]
- Олена Мацелюх. «Еволюція органного мистецтва через призму сакральності». — с. 32 і 14 іл. // Історія релігій в Україні. — Інститут філософії НАН України. — Науковий щорічник. Випуск 30. — III. Сакральне мистецтво. — Львів, «Логос», 2020.
- Олена Мацелюх. «Lviv organ art: history, churches, music, personalities»; «Diapason» The Magazine Arlington Heights, Illinois USA, June 2020. — S. 12 — 17 and 15 Photos.
- Олена Мацелюх. «Органная культура Чехии». Москва, ж. «Музыкальная академия». — 2020. — 7 с.
- Олена Мацелюх. «Львівські монахи Ордену Домініканців і продовжувач їх справи органіст-реставратор Віталій Півнов»[2]
- Презентація монографії Оленки Мацелюх «Орган і сакральна культура Чехії»[3]
- Fundamentals of organization and trends of academic professional music education in the Ukraine [Архівовано 25 листопада 2020 у Wayback Machine.]